# Gesundheitswesen in der Schweiz
Das Schweizer Gesundheitssystem regelt die Beziehungen im Gesundheitswesen zwischen Versicherern, Versicherten, Leistungserbringern und anderen eingebundenen Gruppen in der Schweiz. Es ist für die Schweiz typisch und historisch bedingt durchgehend föderalistisch aufgebaut.

## Versicherungen

### Krankheit
Seit 1996 ist in der Schweiz jeder Einwohner (d. h. Einheimische und aufenthaltsberechtigte Ausländer) obligatorisch für die Krankheitskosten bei Krankheit versichert (Krankenversicherungsgesetz, KVG).
Die Zahlung der Krankenkassenprämie, welche nicht vom Einkommen und Vermögen abhängig, sondern von der betreffenden Krankenkasse als Kopfprämie je nach Region festgelegt wird, ist Sache des Versicherten. Diese unterliegt jedoch der Genehmigung durch das Bundesamt für Gesundheit. Die Monatsprämie 2007 für Erwachsene ab 26 Jahren betrug im Schnitt 313 Schweizer Franken (Extreme: Kanton Nidwalden 216 Fr., Kanton Genf 423 Fr.). Seit der Einführung ist die Monatsprämie deutlich gestiegen, zuletzt 2010 um durchschnittlich 9,9 %, für 2011 ist ein Anstieg von 7 bis 10 % geplant. Mit Individuellen Prämienverbilligungen, die sich nach dem steuerbaren Haushaltseinkommen richten, können die unteren Einkommensschichten und kinderreichen Familien entlastet werden. Die entsprechenden Regelungen unterscheiden sich zwischen den Kantonen und werden aus allgemeinen Steuermitteln finanziert. Im Jahr 2017 erhielten rund 2,2 Millionen Personen (gut ein Viertel der Bevölkerung) eine Subventionierung ihrer Beiträge.
Die Krankenversicherungen sind privatwirtschaftliche Unternehmen, es gibt keine staatliche Krankenkasse. Jede Krankenkasse ist aber gesetzlich verpflichtet, jeden in die Grundversicherung aufzunehmen, der einen entsprechenden Antrag stellt und im Tätigkeitsgebiet der Kasse Wohnsitz hat. Der dadurch entstehende Wettbewerbsnachteil für Kassen, die mehr ältere und/oder kranke Mitglieder haben, wird mit einem speziellen Fonds (Risikoausgleich) nur teilweise ausgeglichen. Für die (freiwillige) Zusatzversicherung (d. h. alle Leistungen, die über die gesetzliche Grundversicherung hinausgehen) sind die Kassen hingegen frei, welche Verträge mit wem sie abschliessen wollen. Sie dürfen die Prämien frei festlegen und Interessenten abweisen.
Die Finanzierung der staatlichen Krankenhäuser erfolgt einerseits durch Bezahlungen der Behandlungen (Patienten, Versicherungen), andererseits durch Zuschüsse der Kantone oder Gemeinden. Wegen dieser teilweisen kantonalen Finanzierung verlangen alle staatlichen Krankenhäuser von Einwohnern des Standortkantons niedrigere Taxen als von Auswärtigen. Wegen dieser unterschiedlichen Kosten deckt die gesetzliche Grundversicherung jeweils nur die Behandlung in der allgemeinen Abteilung in einem Krankenhaus im Wohnkanton (Ausnahmen gelten in Notfällen und da, wo eine bestimmte Leistung im Wohnkanton gar nicht angeboten wird, wie z. B. Herzchirurgie oder Neurochirurgie, die auf Zentren beschränkt ist). Die Finanzierung der Privatkrankenhäuser erfolgt dagegen in der Regel nur aus den Behandlungstaxen, die deswegen markant höher sind als die in den allgemeinen Abteilungen der staatlichen Krankenhäuser. Die gesetzliche Grundversicherung deckt deshalb die Behandlung in Privatkliniken nicht.
Neben der obligatorischen Grundversicherung gibt es freiwillige Zusatzversicherungen, bei welchen die Versicherer die Prämien je nach individuellem Risiko des Versicherten abstufen können. Im Gegensatz zur Grundversicherung darf der Krankenversicherer bei den Zusatzversicherungen die Neuaufnahme ablehnen.
Mit den EU-Staaten bestehen Verträge, die die gegenseitige Übernahme der Behandlungskosten bei Notfällen regeln. Alle Versicherten der EU müssen für eine Behandlung in einem Staat des Europäischen Wirtschaftsraums – d. h. der Europäischen Union, Norwegen, Island und Liechtenstein – und in der Schweiz die Europäische Krankenversicherungskarte oder eine provisorische Ersatzbescheinigung vorlegen.

### Unfälle
Für Behandlungskosten bei Unfällen ist jeder Angestellte obligatorisch versichert (Unfallversicherungsgesetz, UVG). Es gibt einerseits eine selbstständige Unfallversicherung des öffentlichen Rechts (Schweizerische Unfallversicherungsanstalt, SUVA), andererseits bieten auch die meisten privaten Versicherungsunternehmen Unfallversicherungen nach UVG an. Es ist Sache des Arbeitgebers, alle Angestellten zu versichern, wobei je nach Pensum nur Unfälle während der Arbeit oder auch Unfälle in der Freizeit versichert werden müssen. Die Prämien für Betriebsunfälle werden nur vom Arbeitgeber getragen. Die Prämien für Freizeitunfälle dagegen werden vom Arbeitnehmer getragen. Wer nicht angestellt ist und auch keine private Unfallversicherung möchte, kann sich bei der Krankenkasse gegen Unfälle zusätzlich versichern lassen.
In der Schweiz wird bei Angestellten die Prämie der Unfallversicherung direkt vom Lohn abgezogen und ist in der Höhe vom Lohn abhängig. Der Prozentsatz hängt von der Branche ab.

### Zahnarzt
Zahnbehandlungen sind, von wenigen Ausnahmen abgesehen, nicht im Leistungskatalog der obligatorischen Grundversicherung enthalten. Es besteht die Möglichkeit, privat eine Zahnpflegeversicherung abzuschliessen. Aufgrund des hohen Preises wird diese Möglichkeit jedoch nur selten genutzt. Die meisten Zahnarztkosten werden dementsprechend von den Patienten direkt aus der eigenen Tasche bezahlt.

## Kosten

### Tarife
Die Preise für ärztliche Behandlungen sind strikt reglementiert. Per 1. Januar 2004 wurde ein schweizweit gültiges Tarifwerk (Tarmed) eingeführt, das jeder medizinischen Leistung eine gewisse Zahl von «Taxpunkten» zuordnet. Damit wären theoretisch Arztrechnungen in der ganzen Schweiz gleich. Allerdings wurde der Taxpunktwert je nach Kanton unterschiedlich festgelegt, so dass ein und dieselbe Behandlung von Kanton zu Kanton unterschiedlich sein kann. Diese Unterschiede werden mit den unterschiedlichen Einkommen, Kostenstrukturen, Ärztedichten und Mentalitäten in den Kantonen begründet.
Zudem wurde per 1. Januar 2012 in der Schweiz das Fallpauschalen-System SwissDRG und die damit verknüpfte neue Spitalfinanzierung eingeführt.

### Kosten
Das Bundesamt für Statistik veröffentlicht seit 1985 jährlich Daten zu den Gesundheitskosten. Die gesamten Kosten wurden für 2018 mit 80'242 Millionen Schweizer Franken beziffert, was einem Verhältnis von 11,2 % zum BIP entsprach. Die Gesundheitsausgaben pro Einwohner und Monat betrugen im Schnitt 785 Schweizer Franken.
| Leistung                        | Kosten in Millionen CHF |
| ------------------------------- | ----------------------- |
| Stationäre Kurativbehandlung    | 15'548                  |
| Ambulante Kurativbehandlung     | 20'753                  |
| Rehabilitation                  | 3'823                   |
| Langzeitpflege                  | 16'374                  |
| Unterstützende Dienstleistungen | 6'188                   |
| Gesundheitsgüter                | 12'214                  |
| Krankheitsprävention            | 2'126                   |
| Verwaltung                      | 3'216                   |

### Kostenentwicklung
Wie in den meisten westlichen Ländern ist auch in der Schweiz die Kostensteigerung im Gesundheitswesen ein Dauerthema mit immer neuen Ideen, wie man die Trendwende herbeiführen könne. Die Gründe für diesen Anstieg sind Gegenstand heftiger Diskussionen. Genannt werden der Fortschritt, die Bevölkerungsalterung, ungenügende Krankheitsprävention und Qualitätssicherung, der Föderalismus («26 Gesundheitswesen»), mangelnde Koordination, falsche Finanzanreize, die Macht der Interessenverbände, die Kommerzialisierung, die gestiegene Anspruchshaltung der Konsumenten und der Leistungserbringer, hohe Arzt- und Zahnarzteinkommen, der in der Schweiz in einzelnen Kantonen noch mögliche direkte Verkauf von Medikamenten an die Patienten («Selbstdispensation»), das «Wettrüsten» der Krankenhäuser im Konkurrenzkampf, zu hohe Medikamentenpreise, zu geringe Verwendung von Generika, die zu hohe Arzt-, Spital- und Gerätedichte sowie unnötige Operationen, Untersuchungen, Medikamente, Arztbesuche und zu lange Krankenhausaufenthalte. Zudem hängt die Höhe der Gesundheitsausgaben gemäss vielen internationalen Vergleichen auch stark vom Wohlstand des Landes (gemessen z. B. am BIP pro Einwohner) ab.

### Sparmassnahmen
Die politischen Gegenmassnahmen konzentrierten sich bisher vor allem auf die Patienten (höhere Kostenbeteiligung), die Krankenhäuser, die freipraktizierenden Ärzte und die Pharmaindustrie.
Weitere diskutierte Massnahmen sind die Aufhebung des Vertragszwangs (Versicherungen sollen die Möglichkeit erhalten, selektiv mit Ärzten Verträge abzuschliessen), die Förderung von HMOs (Health Maintenance Organizations), Hausarztmodellen und Gemeinschaftspraxen, die Einführung einer Einheitskrankenkasse statt der rund 90 Krankenversicherer, eine Altersgrenze für praktizierende Mediziner, strengere Zulassungsbestimmungen, Qualitätszertifizierung und die Aufhebung oder Einschränkung der sog. Selbstdispensation (direkter Verkauf von Medikamenten durch freipraktizierende Ärzte, wie er in der Schweiz in einem Teil der Kantone noch gestattet ist). Dazu kommen auf Patientenseite eine Erhöhung der Franchise und des Selbstbehalts sowie eine Reduktion des Grundleistungskatalogs (Pflichtleistungen der Krankenversicherer). Weiter werden Krankenhaus-Finanzierungssysteme eingeführt, welche die Kosten eindämmen sollen (Fallpauschalen/DRG). Bei den Medikamenten stehen die Förderung der Generika und Zulassung von Parallelimporten im Vordergrund. In der Schweiz sind zudem Versandapotheken und Mehrfachbesitz von Apotheken zugelassen. Kaum von Sparmassnahmen betroffen ist die Zahnmedizin (die ja nicht von der sozialen Krankenversicherung finanziert wird).

## Medikamentenabgabe
In der Schweiz ist das Apothekenwesen kantonal geregelt. Dieser Umstand lässt die europaweite Besonderheit zu, dass unter gewissen Voraussetzungen die Ärzte bei der Abgabe von Medikamenten ohne Nachweis einer Zusatzausbildung den Apothekern gleichgestellt werden. Art. 37 Abs. 3 KVG fordert von den Kantonen die Festlegung von Voraussetzungen, unter welchen die Ärzte bei direkter Abgabe von Medikamenten an Patienten den Apothekern ohne Nachweis einer Zusatzqualifikation gleichgestellt sind, und dass bei dieser Regelung die Zugangsmöglichkeiten der Patienten zu einer Apotheke zu berücksichtigen sind. Aufgrund des schweizerischen Föderalismus hat jeder Kanton diesen Artikel 37 des Krankenversicherungsgesetzes anders ausgelegt. In 14 Kantonen (AI, AR, BL, GL, LU, NW, OW, SG, SO, SZ, TG, UR, ZG, ZH) dürfen Ärzte Medikamente ohne vorherige Prüfung durch einen Apotheker direkt den Patienten verkaufen. In 9 Kantonen (AG, BS, FR, GE, JU, NE, TI, VD, VS) ist diese sogenannte Selbstdispensation (SD) grundsätzlich verboten. In den übrigen 3 Kantonen (BE, GR, SH) sind Mischformen zu finden.